# Hüttenthal (Mossautal)
Hüttenthal ist ein Ortsteil der Gemeinde Mossautal im südhessischen Odenwaldkreis.

## Geographie

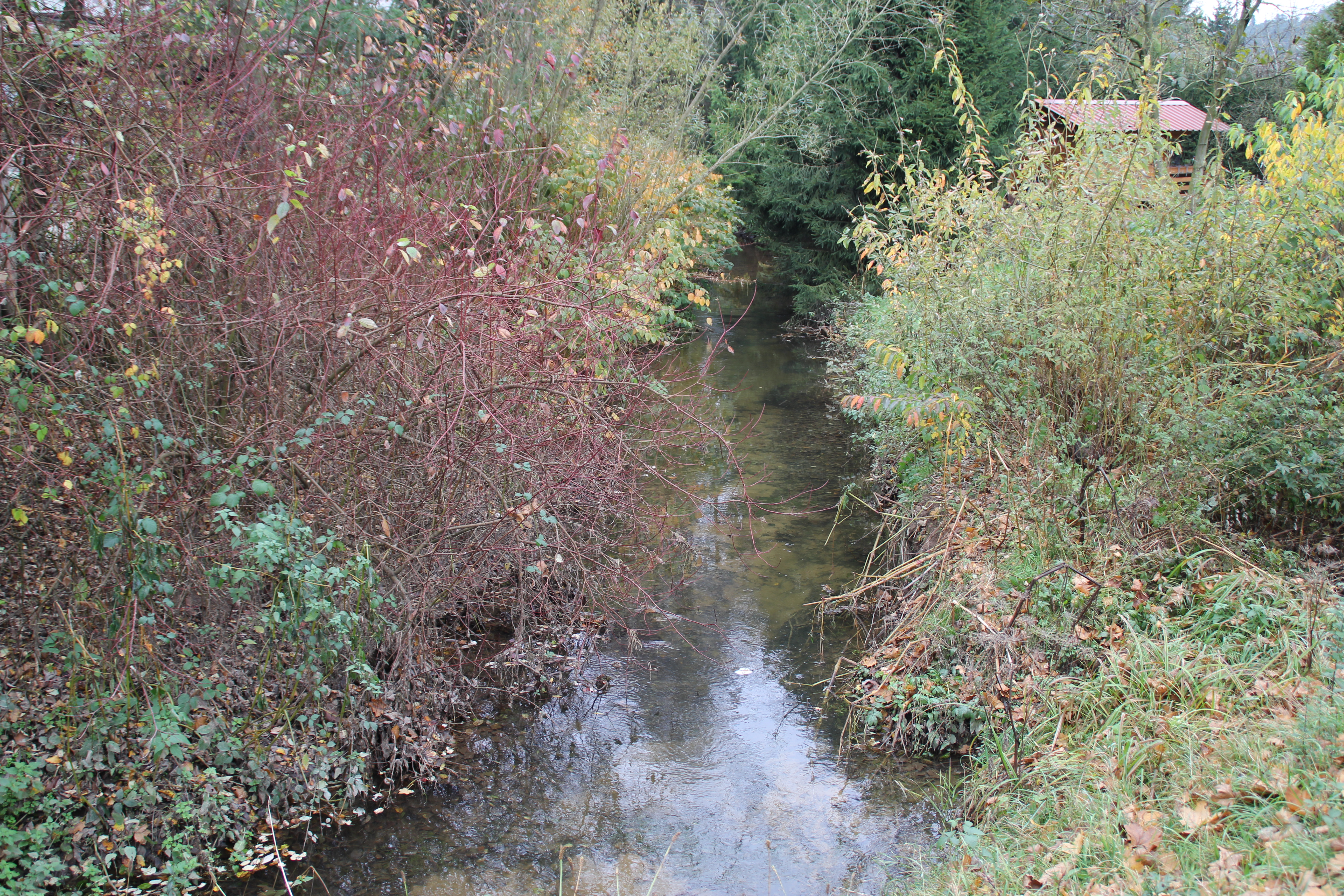
Mossaubach

Das offenes Dorf mit regellosem Grundriss Hüttenthal liegt im Buntsandstein-Odenwald ca. 5,5 km südwestlich von Erbach und 4 km südlich der Gemeindeverwaltung in Unter-Mossau. Das Gebiet des Ortsteils besteht aus der Gemarkung Hüttenthal mit einer Fläche von 926 Hektar, davon sind 638 Hektar Wald. Die Ortslage befindet sich auf 580 bis 315 m ü. NHN und der höchste Punkt der Gemarkung ist der 471 m hohe Schnappgalgen im Süden der Gemarkung. In der Gemarkung liegen die folgenden aktuellen bzw. historischen Siedlungsplätze:
- Hammer-Mühle[4]
- Wüstung Hof Geisberg[5]

Der staatlich anerkannte Erholungsort liegt im Geo-Naturpark Bergstraße-Odenwald. Durch den Ort verlaufen die Bundesstraße 460, die sogenannte Nibelungenstraße, und die Landesstraße 3260. Südöstlich des Ortes liegt der Marbach-Stausee. In Hüttenthal treffen sich drei Täler, nämlich das Tal des Marbaches, des Mossaubaches und des Güttersbaches.
An den Ortsteil Hüttenthal grenzen, von Norden beginnend, im Uhrzeigersinn, die Mossautaler Ortsteile Hiltersklingen und Unter-Mossau, im Osten die Erbacher Stadtteile Günterfürst und Haisterbach, im Süden die Oberzenter Stadtteile Hetzbach und Airlenbach und im Osten der Mossautaler Stadtteil Güttersbach.

## Geschichte

### Ortsgeschichte
Die älteste bekannte schriftliche Erwähnung von Hüttenthal erfolgte unter dem Namen Huttedal im Jahr 1366.
In den historischen Dokumenten ist der Ort unter folgenden Ortsnamen belegt (in Klammern das Jahr der Erwähnung): Huttedal (1366), Huttendal (1398), Huttendal (1437), Huttendal (1443), Huttendail (1452) und Huttental (1487).
Im 15. Jahrhundert gab es im Ort zwei Mühlen und im folgenden Jahrhundert drei Mühlen. Lange Zeit die war die Eisenverhüttung ein wichtiger Wirtschaftszweig. Im Jahr 1787 ist ein Eisenhammer nachgewiesen.
Hessische Gebietsreform (1970–1977)
Zum 1. August 1972 wurde die bis dahin selbständige Gemeinde Hüttenthal im Zuge der Gebietsreform in Hessen kraft Landesgesetz in die Gemeinde Mossautal eingegliedert.
Für Hüttenthal, wie für alle im Zuge der Gebietsreform nach Mossautal eingegliederten Gemeinden, wurde ein Ortsbezirk gebildet.

### Verwaltungsgeschichte im Überblick
Die folgende Liste zeigt die Staaten und Verwaltungseinheiten, denen Hüttenthal angehört(e):
- vor 1718: Heiliges Römisches Reich, Grafschaft Erbach, Amt Fürstenau
- ab 1718: Heiliges Römisches Reich, Grafschaft Erbach (Erbach-Fürstenauer Linie), Amt Fürstenau
- ab 1806: Großherzogtum Hessen (Souveränitätslande),[Anm. 2] Fürstentum Starkenburg, Amt Fürstenau (zur Standesherrschaft Erbach gehörig)
- ab 1815: Großherzogtum Hessen (Souveränitätslande)[Anm. 3], Provinz Starkenburg, Amt Fürstenau (zur Standesherrschaft Erbach gehörig)
- ab 1822: Großherzogtum Hessen, Provinz Starkenburg, Landratsbezirk Erbach[Anm. 4]
- ab 1848: Großherzogtum Hessen, Regierungsbezirk Erbach
- ab 1852: Großherzogtum Hessen, Provinz Starkenburg, Kreis Erbach
- ab 1871: Deutsches Reich,[10] Großherzogtum Hessen, Provinz Starkenburg, Kreis Erbach
- ab 1918: Deutsches Reich (Weimarer Republik), Volksstaat Hessen,[Anm. 5] Provinz Starkenburg, Kreis Erbach
- ab 1938: Deutsches Reich, Volksstaat Hessen, Landkreis Erbach[11][Anm. 6]
- ab 1945: Amerikanische Besatzungszone,[Anm. 7] Groß-Hessen, Regierungsbezirk Darmstadt, Landkreis Erbach
- ab 1946: Amerikanische Besatzungszone, Land Hessen, Regierungsbezirk Darmstadt, Landkreis Erbach
- ab 1949: Bundesrepublik Deutschland, Land Hessen, Regierungsbezirk Darmstadt, Landkreis Erbach
- ab 1972: Bundesrepublik Deutschland, Land Hessen, Regierungsbezirk Darmstadt, Odenwaldkreis, Gemeinde Mossautal[Anm. 8]

## Bevölkerung

### Einwohnerstruktur 2011
Nach den Erhebungen des Zensus 2011 lebten am Stichtag dem 9. Mai 2011 in Hüttenthal 444 Einwohner. Darunter waren 15 (3,4 %) Ausländer.
Nach dem Lebensalter waren 81 Einwohner unter 18 Jahren, 180 zwischen 18 und 49, 99 zwischen 50 und 64 und 84 Einwohner waren älter. Die Einwohner lebten in 186 Haushalten. Davon waren 51 Singlehaushalte, 66 Paare ohne Kinder und 60 Paare mit Kindern, sowie 6 Alleinerziehende und keine Wohngemeinschaften. In 39 Haushalten lebten ausschließlich Senioren und in 126 Haushaltungen lebten keine Senioren.

### Einwohnerentwicklung
- 1717: 22 Zentleute und 4 Beisassen[3]

| Hüttenthal: Einwohnerzahlen von 1834 bis 2011 | Hüttenthal: Einwohnerzahlen von 1834 bis 2011 | Hüttenthal: Einwohnerzahlen von 1834 bis 2011 | Hüttenthal: Einwohnerzahlen von 1834 bis 2011 | Hüttenthal: Einwohnerzahlen von 1834 bis 2011 |
| --- | --------------------------------------------- | --------------------------------------------- | --------------------------------------------- | --------------------------------------------- |
| Jahr |                                               |                                               |                                               | Einwohner                                     |
| 1834 | 1834                                          |                                               | 310                                           | 310                                           |
| 1840 | 1840                                          |                                               | 353                                           | 353                                           |
| 1846 | 1846                                          |                                               | 363                                           | 363                                           |
| 1852 | 1852                                          |                                               | 361                                           | 361                                           |
| 1858 | 1858                                          |                                               | 333                                           | 333                                           |
| 1864 | 1864                                          |                                               | 313                                           | 313                                           |
| 1871 | 1871                                          |                                               | 358                                           | 358                                           |
| 1875 | 1875                                          |                                               | 345                                           | 345                                           |
| 1885 | 1885                                          |                                               | 356                                           | 356                                           |
| 1895 | 1895                                          |                                               | 345                                           | 345                                           |
| 1905 | 1905                                          |                                               | 333                                           | 333                                           |
| 1910 | 1910                                          |                                               | 319                                           | 319                                           |
| 1925 | 1925                                          |                                               | 307                                           | 307                                           |
| 1939 | 1939                                          |                                               | 294                                           | 294                                           |
| 1946 | 1946                                          |                                               | 368                                           | 368                                           |
| 1950 | 1950                                          |                                               | 353                                           | 353                                           |
| 1956 | 1956                                          |                                               | 328                                           | 328                                           |
| 1961 | 1961                                          |                                               | 330                                           | 330                                           |
| 1967 | 1967                                          |                                               | 362                                           | 362                                           |
| 1970 | 1970                                          |                                               | 366                                           | 366                                           |
| 1980 | 1980                                          |                                               | ?                                             | ?                                             |
| 1990 | 1990                                          |                                               | ?                                             | ?                                             |
| 2002 | 2002                                          |                                               | 502                                           | 502                                           |
| 2011 | 2011                                          |                                               | 444                                           | 444                                           |
| Datenquelle: Historisches Gemeindeverzeichnis für Hessen: Die Bevölkerung der Gemeinden 1834 bis 1967. Wiesbaden: Hessisches Statistisches Landesamt, 1968. Weitere Quellen: ; Zensus 2011 |                                               |                                               |                                               |                                               |

### Historische Religionszugehörigkeit
Im Jahr 1961 lebten in Hüttenthal 285 evangelische (= 88,36 %) und 40 katholische (= 12,12 %) Einwohner.

## Politik
Ortsbeirat
Für Hüttenthal besteht ein Ortsbezirk (Gebiete der ehemaligen Gemeinde Hüttenthal) mit Ortsbeirat und Ortsvorsteher, nach Maßgabe der §§ 81 und 82 HGO und des Kommunalwahlgesetzes in der jeweils gültigen Fassung gebildet. Der Ortsbeirat besteht aus drei Mitgliedern. Bei den Kommunalwahlen in Hessen 2021 betrug die Wahlbeteiligung zum Ortsbeirat Hüttenthal 63,5 %. Dabei wurden gewählt: ein Mitglied der CDU und zwei Mitglieder der Überparteilichen Wählergemeinschaft Mossautal (ÜWG). Der Ortsbeirat wählte Thomas Hofmann (ÜWG) zum Ortsvorsteher.

## Wirtschaft und Infrastruktur
In Hüttenthal steht die Grundschule der Gemeinde Mossautal. Außerdem gibt es eine private Molkerei sowie die Mossautalhalle, zwei Kinderspielplätze und einen Bolzplatz.